# Savigny-en-Véron
Savigny-en-Véron är en kommun i departementet Indre-et-Loire i regionen Centre-Val de Loire i de centrala delarna av Frankrike. Kommunen ligger i kantonen Chinon som tillhör arrondissementet Chinon. År 2022 hade Savigny-en-Véron 1 539 invånare.

## Befolkningsutveckling
Antalet invånare i kommunen Savigny-en-Véron
Referens:INSEE